# Túrony
Túrony es un pueblo ubicado en el distrito de Siklós, en el condado de Baranya, Hungría.

## Superficie
Posee una superficie de 9,40 kilómetros cuadrados.

## Demografía
Hasta 2019 la población era de 242 habitantes, con una densidad de población de 25,74 habitantes por kilómetro cuadrado.